# Campeonato de Francia de Rugby 15 1902-03
El Campeonato de Francia de Rugby 15 1902-03 fue la 12.ª edición del Campeonato francés de rugby, la principal competencia del rugby galo.
El campeón del torneo fue el equipo de Stade Français quienes obtuvieron su séptimo campeonato.

## Desarrollo

### Semifinal
| 1902 | Stade Français | 14 - 0 | Le Havre AC |  |  |

| 1902 | SOET | 3 - 0 | FC Lyon |  |  |

### Final
| 26 de abril de 1903 | Stade Français | 16 - 8  | SOET | Parc des Princes, París |  |
|                     |                | Reporte |      |                         |  |

| Bandera de Francia     |
| Campeón Stade Français |
| Séptimo título         |